# Pensarnia
Pensarnia is een uitgestorven geslacht van tweekleppigen uit de  familie van de Praenuculidae.